# (31646) 1999 GQ44
1999 GQ44 (asteroide 31646) é um asteroide da cintura principal. Possui uma excentricidade de 0.07063020 e uma inclinação de 11.96492º.
Este asteroide foi descoberto no dia 12 de abril de 1999 por LINEAR em Socorro.